# 趙柔 (元)
趙 柔（ちょう じゅう）は、金朝末期からモンゴル帝国初期にかけて活躍した人物。

## 概要
易州淶水県に生まれた。『滋溪文稿』所収の趙惠肅侯神道碑銘によると、父の趙世英は金朝に仕える県令であったとされる。胆力・知略を併せ持ち、騎射を得意とし、好んで施しを行うような人柄であったという。
金朝末期、趙柔は兵乱を避けて西山に逃れ、柵を築いて家郷を守った。この頃、劉伯元・蔡友資・李純といった数千の部下を率いる有力者たちは趙柔が信義を重んじることを聞き、合流して趙柔を長に戴いた。趙柔は命令を明白にし、約束を厳しく守り、賞罰を重くしたため配下の者達は皆信服していたという。
1211年（辛未）に始まるモンゴル帝国のチンギス・カンによる金朝侵攻によって金朝は大打撃を受け、1213年（癸酉）に紫荊関を陥落させ中原に入ったモンゴル軍は河北各地を蹂躙した。『元史』趙柔伝は1213年の紫荊関陥落時に趙柔はモンゴル軍に降ったとするが、1.『元史』太祖本紀では趙柔の投降について言及されない、2.近隣の張柔らがモンゴルに投降したのは1218年（戊寅）である、といった点により疑わしい記述である。紫荊関は1213年にモンゴル軍に攻略された後、一時的に金朝によって奪還されたが、1218年に再びモンゴル軍によって奪い返されている。すなわち、趙柔が投降したのは1213年の第一次紫荊関攻略後ではなく、1218年のの第二次紫荊関攻略後と想定するのが自然であり、近隣の張柔らの動向とも整合性がとれる。また、『滋溪文稿』巻15元故鷹坊都総管趙侯墓碑銘によるとモンゴル投降以前の趙柔は金朝より易州総押都の地位を授けられていたとされるが、これも1213年〜1218年の間に授けられていたと想定するのが自然である。
1218年に趙柔がモンゴルに降ると、行省のジャバル・ホージャの奏聞を経て涿州・易州の長官に任じられ、金符を帯びた。チンギス・カンの金朝侵攻後、華北一帯では盗賊が横行していたが、趙柔は単騎で多くの城柵に入り説得により降伏させたため、その功績を賞して1226年（丙戌）に龍虎衛上将軍・真定涿等路兵馬都元帥に任じられ、金虎符を帯びた。
1230年（庚寅）、オゴデイ・カアンの命により管諸処打捕総管を兼ねるようになり、1236年（丙申）には更に金紫光禄大夫に加えられたが、間もなく亡くなった。至順元年（1330年）、天水郡公に追封され、荘靖と諡された。曾孫の趙世安は栄禄大夫・江西行省の左丞となっている。

## 子孫
趙柔には6人の息子がおり、長男の趙守贇は金符を帯び、僉山北遼東道提刑按察司事、総管大都・保定打捕鷹坊などに任じられた。次男の趙守忠は信翊校尉・広宗県尹となり、人々より父母のように敬われたという。三男の趙守仁は早世し、四男の趙守純は官百夫長、五男の趙守政は権打捕鷹坊に、それぞれ任じられた。末子の趙治一は老子を学び道士となったが、朝廷には仕えなかった。
趙柔の孫世代では、趙守贇に総管・管打捕鷹坊となった趙謙と、翰林直学士となった趙晟という二人の息子がいた。趙守信にも二子あり、長男の趙貫は早世したが、次男の趙簡は洺水県尹となった。趙貫の子趙世安は、中丞君となっている。趙守純には三子あり、長男の趙鴻和は百夫長となり、次男のチェリクは提領打捕鷹坊となったが、三男は早世した。趙守政には二子あり、長男の趙允は昭信校尉・保定路総管府判官となり、次男の趙密は総管大都等処打捕鷹坊となった。
趙柔の子孫の中では孫の趙晟が最も立身出世し、『新元史』でも立伝されている。